# بابلو أورتيز
بابلو أورتيز (بالإسبانية: Pablo Ortiz) هو لاعب كرة قدم كولومبي، ولد في 8 يونيو 2000 في توماكو في كولومبيا.

## وصلات خارجية
- بابلو أورتيز على موقع الدوري الأمريكي (الإنجليزية)
- بابلو أورتيز على موقع قاعدة بيانات كرة القدم.إي يو (الإنجليزية)
- بابلو أورتيز على موقع Soccerway.com (الإنجليزية)